# Поноаре
Поноаре (рум. Ponoară) — село у повіті Біхор в Румунії. Входить до складу комуни Братка.
Село розташоване на відстані 381 км на північний захід від Бухареста, 59 км на схід від Ораді, 72 км на захід від Клуж-Напоки.

## Населення
За даними перепису населення 2002 року у селі проживали 746 осіб, усі — румуни. Усі жителі села рідною мовою назвали румунську.